# Göran Eidevall
Göran Ivar Martin Eidevall, född 11 november 1955 i Landskrona församling, Malmöhus län, är en svensk teolog. Eidevall är präst i Svenska kyrkan och professor emeritus i bibelvetenskap, särskilt Gamla Testamentets exegetik vid Uppsala universitet. 

## Biografi
Eidevall gick ut Katedralskolan i Lund 1974 och studerade sedan vid Lunds universitet, där han blev filosofie kandidat 1979 och teologie kandidat 1981. Eidevall  prästvigdes i Skara 1981. Han var därefter bland annat komminister i Borås Gustav Adolf 1984–1990 och domkyrkokomminister och studentpräst i Lund från 1990.
Han blev teologie doktor 1996 med en avhandling som analyserar metaforer och teman i profeten Hosea. År 2007 blev han universitetslektor i gammaltestamentlig exegetik vid Uppsala universitet, 2009 docent samt professor där 2012.
Hans forskningsområden rör bland annat metaforer i den hebreiska Bibeln (Gamla Testamentet), bildspråk i Psaltaren, politisk propaganda i profettexter och retorisk analys. Eidevall har medverkat i ett stort antal internationella publikationer, bland annat i tre band av den svenska serien Coniectanea Biblica.
Göran Eidevall är son till gymnasieinspektören, docent Gunnar Eidevall och tandläkaren Anna Dora Eidevall, född Stenborg. Han är far till fotbollstränaren Jonas Eidevall.